# 코이노스 (왕)
코이노스(Coenus or Koinos, 그리스어: Κοίνος)는 카라누스의 뒤를 이어, 고대 마케도니아(Macedonia, 그리스어: Μακεδονία)의 두 번째 왕이 되었다.